# 千藤幸蔵
千藤 幸蔵（ちふじ こうぞう、1937年10月24日 - 2012年1月4日）は、日本の民謡三味線演奏者である。岡山県英田郡作東町（現・美作市）に生まれる。本名は神田勀人（かつと）。宮本武蔵の友人として有名な本位田又八の末裔でもある。

## 経歴
幼少期より宮田東峰一門でハーモニカを習得するなどし、地元の岡山県立津山工業高等学校を卒業後、大阪にて会社勤めの傍ら趣味でギターを弾き音楽活動を続ける。
大ファンであった三橋美智也の大劇公演で演奏された三味線豊吉の三味線に魅せられて自らも手掛けるようになり、ラジオの民謡番組を録音し、それを五線譜に書き起こすなど独学で民謡の勉強を続けていた。後に知人であった藤本直之 (藤本琇丈の実弟、藤本直久の総領弟子) により、折から来阪中であった民謡三味線の名人藤本琇丈に引き合わされ、1963年（昭和38年）7月、藤本の勧めにより上京、内弟子となる。
間も無く藤本秀也（ひでなり・琇也という字を用いた時期や、尚陽という芸名を用いた時期もある）の名を許され、放送、レコーディング、舞台に活躍する。
藤本琇丈率いる民謡三味線の大流派藤本流の幹部として流儀を統率し、現在も民謡三味線譜のベストセラーとなっている「藤本琇丈民謡選集」の出版業務、また当時としては画期的であった三味線の通信講座も千藤のアイデアによるもので企画・製作を統括し、また当時の民謡の会としては異例の国立劇場（大劇場）での「藤本会公演」を取り仕切り、見事成功に導くなど藤本流の名と技を全国に広める原動力の一つとなった功労者である。当時の兄弟弟子に、尺八の米谷威和男、三味線の本條秀太郎らがいる。
自らの演奏・研究・執筆活動をより充実させるため、1981年（昭和56年）1月1日をもって姉弟子であった藤本秀次の仲立ちにより藤本流より独立。藤本流在籍時より自身の一門会として使用していた「千藤会」の名称を、藤本琇丈の許しを得て流儀名とし、「千藤流」を創立。自らの芸名も千藤幸蔵と改め、千藤流家元並びに名取門弟によって組織される千藤会の会長となり、国立劇場に於いて創流記念演奏会を行う。
2005年（平成17年）、その卓越した三味線演奏技術と、長年の普及・研究活動に対して財団法人日本民謡協会より「技能章」が贈られている。
2008年（平成20年）、体調の不良もあり、古稀を機に演奏活動を事実上引退したが、楽譜集の出版や、民謡専門誌に於ける誌上講座などの執筆活動は亡くなる直前まで継続した。
2012年（平成24年）1月4日、心不全により自宅で死去。74歳没。

## 活動
在阪時に洋楽理論を習得したため、三味線演奏家としては珍しく五線譜に明るく、譜面の初見演奏力が必要とされる歌謡曲のオーケストラや民謡のオーケストラ伴奏に三味線奏者として多数参加しており、多くの洋楽畑の編曲家から厚い信頼を得ていた。
また、演奏家の立場からの熱心な研究活動は専門家も一目置く存在で、民謡研究家としての顔も持ち、その研究成果を発表する場として、不定期に「千藤幸蔵三味線リサイタル」を開催し、1987年（昭和62年）に開催した「大津絵節の系譜」で文化庁芸術祭賞（演芸部門）を受賞している。その他の研究成果として、「甚句の系譜」「コチャエ節の系譜」「さのさ節の成立と変容」など多数ある。
また、自身のリサイタル以外に、名取門弟を中心に多数のゲスト歌手、演奏家を招聘しての「千藤会公演」を4年ごとに開催し、全国各地より発掘・編曲した民謡の演奏をはじめ、千藤の作・編曲による大規模な合奏や、舞踊を伴う民謡組曲など多くの作品を発表し、藤本流在籍時より継続した公演は生涯で13回を数えた。
作・編曲も多数手掛け、特に編曲に関しては、現代邦楽・現代音楽などの一般の聴衆にはわかり辛い物ではなく、三味線を主体にしてあらゆる邦楽器を駆使し、柔らかで美しいハーモニーを用いた「邦楽オーケストラ」とも呼べる作品を送り出している。代表的な作品に『とやま』（富山県民謡をメドレーにしたもの）、『鯨ヶ浦奇談』（民謡ミュージカル・和歌山県東牟婁郡太地町の捕鯨をテーマにしたもの）などがある。
その他「三味線譜 日本民謡集（全17巻、1,020曲）」など多数の三味線楽譜集や、民謡歌詞集、研究の成果を纏めた研究本などを出版している。

## 脚註
1. ↑  "三味線演奏家、千藤幸蔵氏が死去". MSN産経ニュース. 2012年1月7日. 2012年1月8日時点のオリジナルよりアーカイブ。2012年1月7日閲覧。